# Mark Stevenson

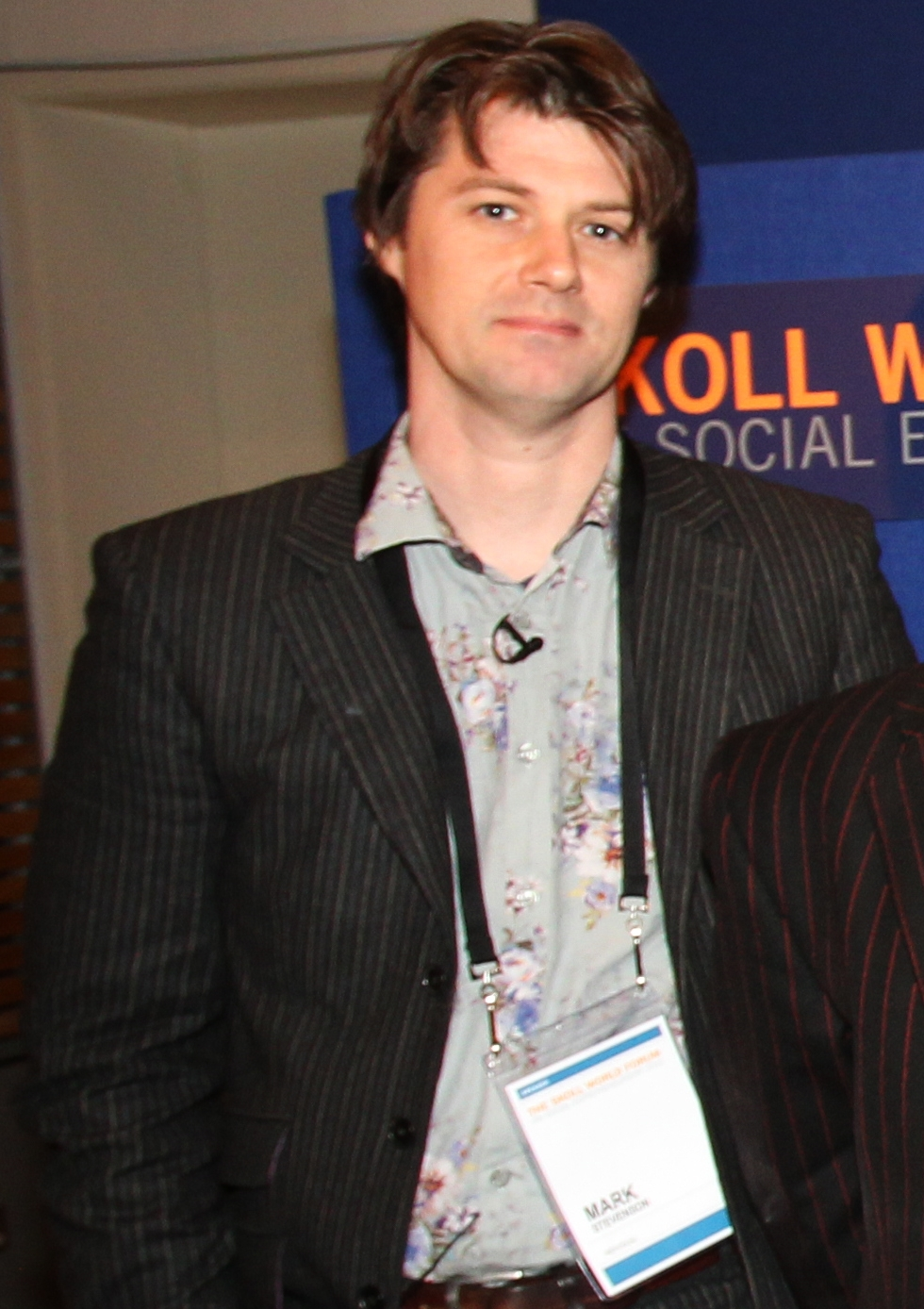
Mark Stevenson en el Skoll World Forum 2011.

Mark Stevenson (1971-) es un escritor, cómico, [], hombre de negocios y exmúsico profesional británico establecido en Londres.
Su libro más reciente An Optimist's Tour of the Future
salió a la venta en enero de 2011. Stevenson es fundador de Flow Associates, agencia de aprendizaje cultural y jefe en ReAgency, agencia de comunicación científica. Es miembro de la Royal Society for the encouragement of Arts, Manufactures & Commerce

## Formación
Se gradúa en la Universidad de Salford en 1992 en Tecnología de la información.

## Liga de Optimistas Pragmáticos
Su salto a la fama ha ocurrido al lanzar una nueva organización para promover los ideales del pragmatismo y soluciones basadas en el optimismo que aparecen en su libro. La Liga de Optimistas Pragmáticos (LOPO) comenzó a rodar en Londres a finales de 2011 y poco a poco ha abierto sedes en otras ciudades como Geneva, Glasgow, Madrid, Oxford, Singapur, Sídney, Boston y New York. En España, aparte del Club de Madrid, se han abierto los Clubs de Barcelona, Valencia y Zaragoza.
La organización establece ocho principios clave:
- Un optimismo sin complejos sobre el futuro
- Los miembros se involucran en proyectos que superan sus propias capacidades
- Tus historias y opiniones están bien, pero tus hechos están mejor
- Cometer errores está bien; no intentarlo es irresponsable
- Eres lo que haces, no lo que te propones hacer
- Las ideas están para ser compartidas, no protegidas
- Los miembros se ocupan de gestionar su cinismo y tenerlo bajo control
- LOPO es apolítica. Todas las tendencias son bienvenidas, pero no vengas a promover la tuya